# Santuario di Santa Maria della Bassanella
Il santuario di Santa Maria della Bassanella è un santuario mariano risalente all'XI secolo che sorge a Soave, eretta nel Borgo Bassano, da cui prende il nome.

## Storia e descrizione

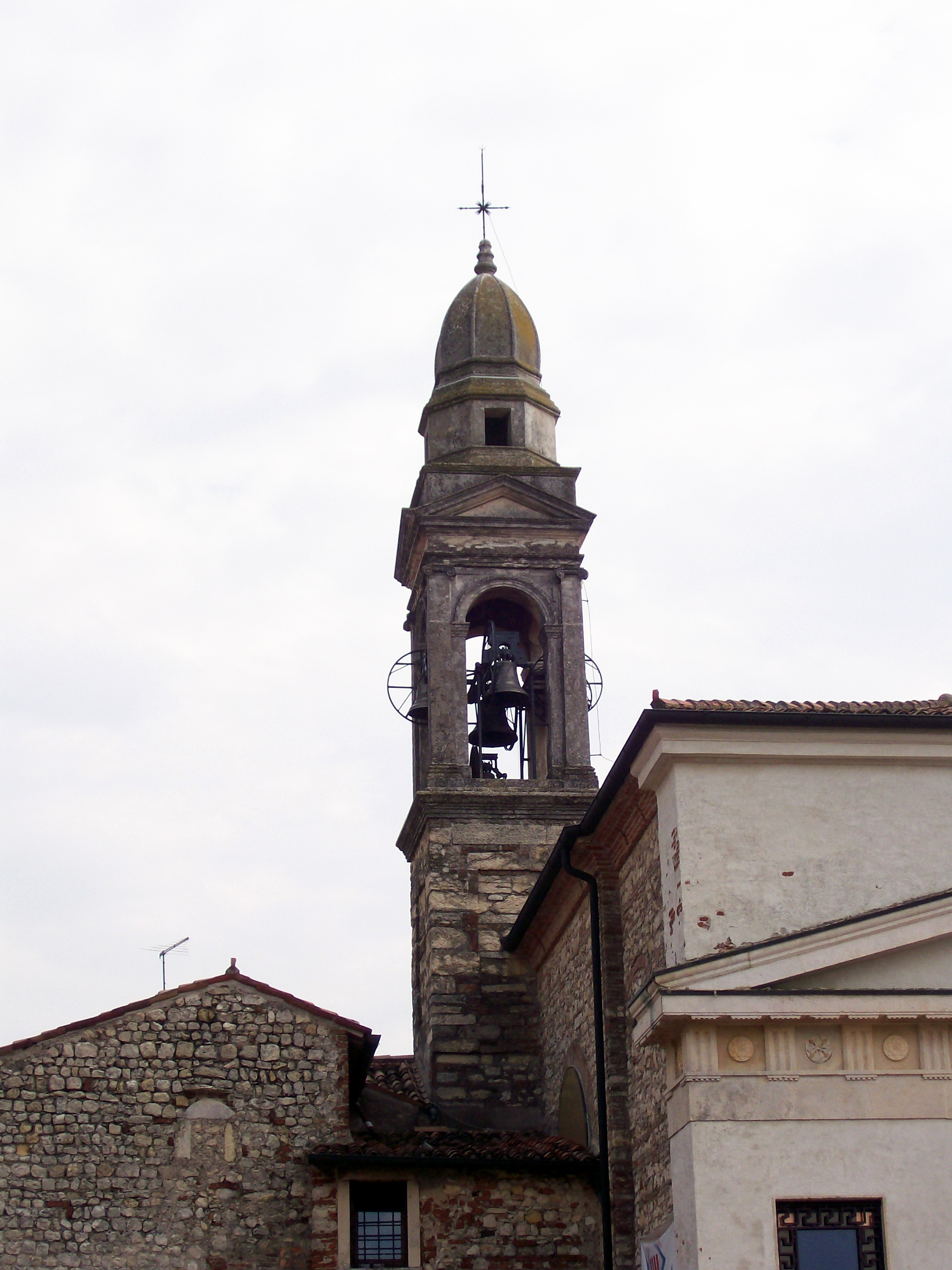
Il campanile

Il tempio venne consacrato nel 1098 ed è legato ad un'apparizione mariana avvenuta nella Valle Ponsara, luogo dove sarebbe stata rinvenuta la statua della Vergine col Bambino venerata nel santuario.
La chiesa era soggetta prima ai Benedettini del monastero dei santi Nazaro e Celso di Verona e poi agli Olivetani di Santa Giustina di Padova; alla caduta della Repubblica di Venezia (1797), la giurisdizione della chiesa passò al Vescovo di Verona.
Nell'Ottocento l'ingegnere Zanella trasformò la chiesa rinnovandola stilisticamente e portando la facciata da ovest a nord, di fronte ad una piazza con panorama sulla bassa Val Tramigna.
All'interno della chiesa abbiamo affreschi pregevoli (XIV secolo) raffiguranti San Benedetto e Santa Scolastica (segno della giurisdizione benedettina) ma anche altri santi tra cui San Cristoforo, soggetto tipico dell'iconografia della Val Tramigna in quanto legato all'acqua, e il patrono di Soave, San Lorenzo. Nel XX secolo il pittore soavese Mattielli decorò con tele ed affreschi l'interno della piccola chiesa. 
Ogni anno, dal 15 agosto, viene organizzato un Ottavario in onore della Madonna che vede, tra le varie celebrazioni, una fiaccolata fino al luogo dell'apparizione, in Valle Ponsara; sul percorso santuario – Ponsara sono state erette le 15 stazioni della Via Crucis (stele in pietra con bassorilievi) in occasione del IX centenario (1998).